# Tales with Misono ~Best~
Albums de Misono
Sei -say-
(2008) KABA Album
(2009)
Tales with Misono ~Best~ est le 1er mini-album de Misono, sorti sous le label Avex Trax le 10 juin 2009 au Japon. Il atteint la 21e place du classement de l'Oricon, il reste classé pendant 5 semaines, pour un total de 12 708 exemplaires vendus. Il sort en format CD et CD+DVD.

## Liste des titres
| 1. | Starry Heavens (Day After Tomorrow)                                                                                    | Misono           | Daisuke Suzuki, Mitsuru Igarashi   | 4:47 |
| 2. | Soshite Boku ni Dekiru Koto (Day After Tomorrow) (そして僕にできるコト)                                                | Mitsuru Igarashi | Daisuke Suzuki, Mitsuru Igarashi   | 4:20 |
| 3. | VS | Misono           | Susumu Nishikawa, Takahiro Izutani | 4:14 |
| 4. | Lovely♥Cat's Eye ~Neko wa Kotatsu de Maruku Naranai no Maki~ (ラブリー♥キャッツアイ～ネコはコタツで丸くならないの巻～) | Misono           | Susumu Nishikawa, Takahiro Izutani | 4:27 |
| 5. | Ninin Sankyaku (二人三脚)                                                                                              | Misono           | Akio Shimizu, PLECTRUM             | 4:32 |
| 6. | Tales... | Misono           | Misono & ats-                      | 4:42 |

| 1. | Tales of Symphonia GC Opening Movie (テイルズ オブ シンフォニア オープニングムービー) |  |
| 2. | Tales of Symphonia PS2 Opening Movie (テイルズ オブ シンフォニア オープニングムービー) |  |
| 3. | Tales of the Tempest Opening Movie (テイルズ オブ ザ テンペストオープニングムービー) |  |
| 4. | Tales of Symphonia -Ratatosk no Kishi- Opening Movie (テイルズ オブ シンフォニア-ラタトスクの騎士- オープニングムービー)                                                                                  |  |
| 5. | Tales with Misono ~Best~ (Starry Heavens/Soshite Boku ni Dekiru Koto/VS/Lovely♥Cat's Eye/Ninin Sankyaku) (スペシャル映像メドレー (Starry Heavens/そして僕にできるコト/VS/ラブリー♥キャッツアイ/二人三脚)) |  |